# チャールズ・ガン (エンジェルの登場人物)
チャールズ・ガン (Charles Gunn) は、テレビドラマ『エンジェル』、コミック『After the Fall』に登場する架空の人物。テレビシリーズではJ・オーガスト・リチャーズが演じた。

## エピソード
第1シーズンの『戦場』で登場。バンパイア・ハンターの立場ゆえにエンジェルに憎しみを持っていたが、後のエピソード『ブラインド・デート』では協力関係になる。
第2シーズンではエンジェル探偵事務所に所属する。第3シーズンではウィニフレッド・バークルと恋におちるが、進展せず。
第5シーズンではエンジェルとともにウルフラム&ハートに就職、同社の医療部門による改造手術で弁護士となる。
テレビシリーズの最終回「正義は消えず」で腹を負傷する。コミックの『First Night』でバンパイアと化す。バンパイアとなったガンはロサンゼルス支配を企み、次々と事件を起こす。しかし、エンジェルの自己犠牲による時間線の変動により、バンパイアの呪いは解け、人間に戻る。
気を失い、ロサンゼルスの路地に倒れていた彼は、エンジェルによってロサンゼルスの病院に担ぎ込まれる。そこでしばらくの間入院していたが、かつての部下ノンが見舞いに来たことをきっかけに病院を逃げ出す。
その後、エンジェルと別行動をとっていたが、コミック第29章『Immortality for Dummies』でエンジェルたちと行動を共にするようになる。